# Miguel Granados Arjona
Miguel Granados Arjona (Barranquilla, Colombia, 1929-Bogotá, Colombia, 28 de abril de 2016) fue un locutor y disk-jockey colombiano, notable difusor de la música antillana (luego llamada Salsa) en Bogotá desde finales de los años 60, mediante programas como "El Rincón Costeño", "El Show de Miguel Granados Arjona" y "Una hora con La Sonora", en Todelar y Radio K.